# サフィ・ンディアイエ
サフィ・ンディアイエ（Safi N'Diaye、1988年6月21日 - ）は、フランスの女子ラグビー選手。

## プロフィール
- フランス・リモージュ出身[1]。
- ポジションはフランカー(FL)。
- 身長 183cm、体重 65kg
- 女子フランス代表キャップは91（2022年12月現在）。
- 2014年W杯・2017年W杯の女子フランス代表に選ばれた[2]。

## 略歴
2022年、ラグビーワールドカップ2021の女子フランス代表に選ばれた。

## 受賞歴
- ワールドラグビー女子15人制ドリームチーム:2021年[4]